# Sysco
Sysco Corporation er en amerikansk multinational fødevaregrossist. De distribuerer fødevarer og køkkenudstyr til restauranter, sundhedssektoren, uddannelsesinstitutioner, hoteller og lignende. De har hovedkvarter i Houston, Texas. Sysco står for Systems and Services Company, og de har over 600.000 kunder i 90 lande, som de leverer til fra 330 distributionscentre.
Virksomheden blev etableret af Herbert Irving, John F. Baugh og Harry Rosenthal i 1969.